# 대류층
대류층(對流層)은 핵심부에서 특정 반경 영역으로 대류가 발생하는 곳이다. 태양 대류는 별 내부에 플라즈마의 질량 움직임으로 구성되는데 그것은 대개 가열된 플라즈마 상승과 냉각된 플라즈마 하강의 원형 대류 전류를 형성한다. 대류전류의 좋은 예는 라바 램프이다. 태양에 대해 대류층은 내부 중의 외부(대략) 30%내에 위치한다. 뜨거운 기체가 광구까지 대류하면 그것은 광자를 우주공간으로 방출하고 냉각되며 다시 별 속으로 정착한다. 이 대류의 흐름은 태양의 쌀알 조직의 근원이며 나가는 에너지는 별이 우주공간에 방출하는 가시광선과 다른 전자기 복사이다.
최저의 온도를 지닌 별들 예를 들면 적색 왜성은 전체적으로 완전히 대류적이다. 중간 크기의 별 예를 들면 태양은 표면 근처에서 대류하고 핵심부는 복사 평형에 있다. 그리하여 핵심부와 핵융합의 부산물(ash)의 혼합이 없다. 태양 질량의 1.1배 이상의 별들은 그들의 핵심부에서 다른 핵 과정을 사용하는데 CNO 순환 과정이라 불린다. 이 과정은 온도에 민감하며 핵심부는 연료와 부산물을 균일하게 혼합하는 대류층을 형성한다. 이들 별들의 핵심 대류층은 열적 평형 상태이며 혼합이 거의 없는 복사층 위에 놓여 있다.
그러나 분광형 B4 ~ A8의 주계열성들은 거꾸로 복사층이 대류층 위에 놓여 있다.